# Prince of Wales Terrace
Prince of Wales Terrace était une rangée de neuf maisons de ville dans le mille carré doré à Montréal, Québec (Canada), construit en 1860 et démoli en deux étapes, en 1950 et 1971,.    
Commandé à des fins spéculatives par Sir George Simpson, gouverneur de la Compagnie de la Baie d'Hudson, la terrasse est nommée en l'honneur d'une visite du prince de Galles. Il est conçu par William Footner et George Browne (en), qui ont également travaillé sur le Marché Bonsecours,.     
Situé du côté nord de la rue Sherbrooke entre les rues Peel et McTavish, il présente une façade uniforme en calcaire montréalais avec une architecture classique d'inspiration grecque. En 1890, William Christopher Macdonald, l'un des plus importants bienfaiteurs de l'Université McGill, emménage dans la maison numéro 3, qui appartiendra à sa famille jusqu'à sa démolition. Une autre de ces maisons appartient à William Peterson (en), un principal de McGill.
À la fin des années 1950, les deux maisons à l'extrémité ouest sont démolies pour construire le Royal Embassy Hotel (maintenant le Best Western Ville-Marie) qui a ouvert ses portes en tant qu'hôtel de luxe en 1958,. En 1971, l'université, alors propriétaire des maisons restantes, les démolit pour construire le pavillon Samuel Bronfman, une action condamnée par David Culver comme un « acte de vandalisme indigne d'une si grande institution ».